# Spångsjöbergstjärnen
Spångsjöbergstjärnen är en sjö i Sollefteå kommun i Ångermanland och ingår i Indalsälvens huvudavrinningsområde. Spångsjöbergstjärnen ligger i Vällingsjö urskog Natura 2000-område.